# Millennium (Robbie Williams)
Millennium è il primo singolo estratto da I've Been Expecting You, secondo album del cantante inglese Robbie Williams (ex dei Take That), pubblicato il 7 settembre 1998.
La canzone prende in prestito l'arrangiamento del brano di Nancy Sinatra You Only Live Twice, title track per il film della saga di James Bond Agente 007 - Si vive solo due volte.
Millennium è il primo singolo di Robbie Williams a raggiungere la vetta della classifica dei singoli inglesi. Nel 1999 la canzone ottiene anche un buon successo negli Stati Uniti, dove è il singolo trainante per la compilation del cantante The Ego Has Landed.
La canzone è stata usata anche come sigla delle trasmissioni Millennium - La notte del 2000 e C'era una volta il '900, andate in onda su Rai 1.

## Il video
Il video prodotto per Millennium è una parodia dei film di James Bond, ed è stato filmato presso i Pinewood Studios, gli stessi dove sono stati girati molti film della serie. Ai BRIT Awards 1999, il singolo ha ottenuto il riconoscimento come "Miglior video musicale".

## Tracce
UK CD1
1. "Millennium" - 4:05
2. "Rome Munich Rome" - 3:05
3. "Love Cheat" - 3:46

UK CD2
1. "Millennium" - 4:05
2. "Lazy Days" [Original Version] - 4:29
3. "Angels" [Live Version] - 4:27

European CD Maxi
1. "Millennium" - 4:05
2. "Angels" [Live Version] - 4:27
3. "Rome Munich Rome" - 3:05
4. "Love Cheat" - 3:46

## Classifiche
| Classifica (1998/99)    | Posizione massima |
| ----------------------- | ----------------- |
| Australia               | 24                |
| Austria                 | 18                |
| Belgio (Fiandre)        | 18                |
| Belgio (Vallonia)       | 20                |
| Canada                  | 9                 |
| Europa                  | 7                 |
| Francia                 | 16                |
| Germania                | 41                |
| Irlanda                 | 1                 |
| Italia                  | 4                 |
| Norvegia                | 14                |
| Nuova Zelanda           | 3                 |
| Paesi Bassi             | 38                |
| Regno Unito             | 1                 |
| Spagna                  | 2                 |
| Stati Uniti             | 72                |
| Stati Uniti (adult pop) | 22                |
| Stati Uniti (pop)       | 20                |
| Svezia                  | 12                |
| Svizzera                | 18                |